# Torre del Andador (Albarracín)
La torre del Andador se sitúa en la parte más elevada del recinto defensivo de las murallas de Albarracín. Fue declarada monumento nacional junto con el resto del conjunto de fortificaciones de Albarracín en resolución: 03/06/1931 Publicación: 04/06/1931. Forma parte del Conjunto Histórico-Monumental de la Ciudad de Albarracín.

## Historia
En un principio esta torre fue una torre albarrana que no se unió al recinto amurallado hasta principios del siglo XI. Se puede datar en torno al siglo X.

## Descripción
Está situada en el punto más alto de Albarracín y destaca por su forma, tamaño y situación visible desde cualquier ángulo. Se halla defendida por un foso artificial, excavado en la roca.
La torre es obra de construcción califal, formando siendo junto con el Alcázar y la Torre de la Muela parte del triángulo estratégico que hacía a esta ciudad difícil de tomar. Esta torre tenía que resistir las primeras embestidas de los ejércitos enemigos.
Tiene forma cuadrangular, con base de 10 metros por siete, carece de almenas y es del tipo de aparejo que encontramos en otros monumentos de fábrica musulmana.

## Enlaces de interés
- Wikimedia Commons alberga una categoría multimedia sobre Torre del Andador.